# Karl von Scharfenberg

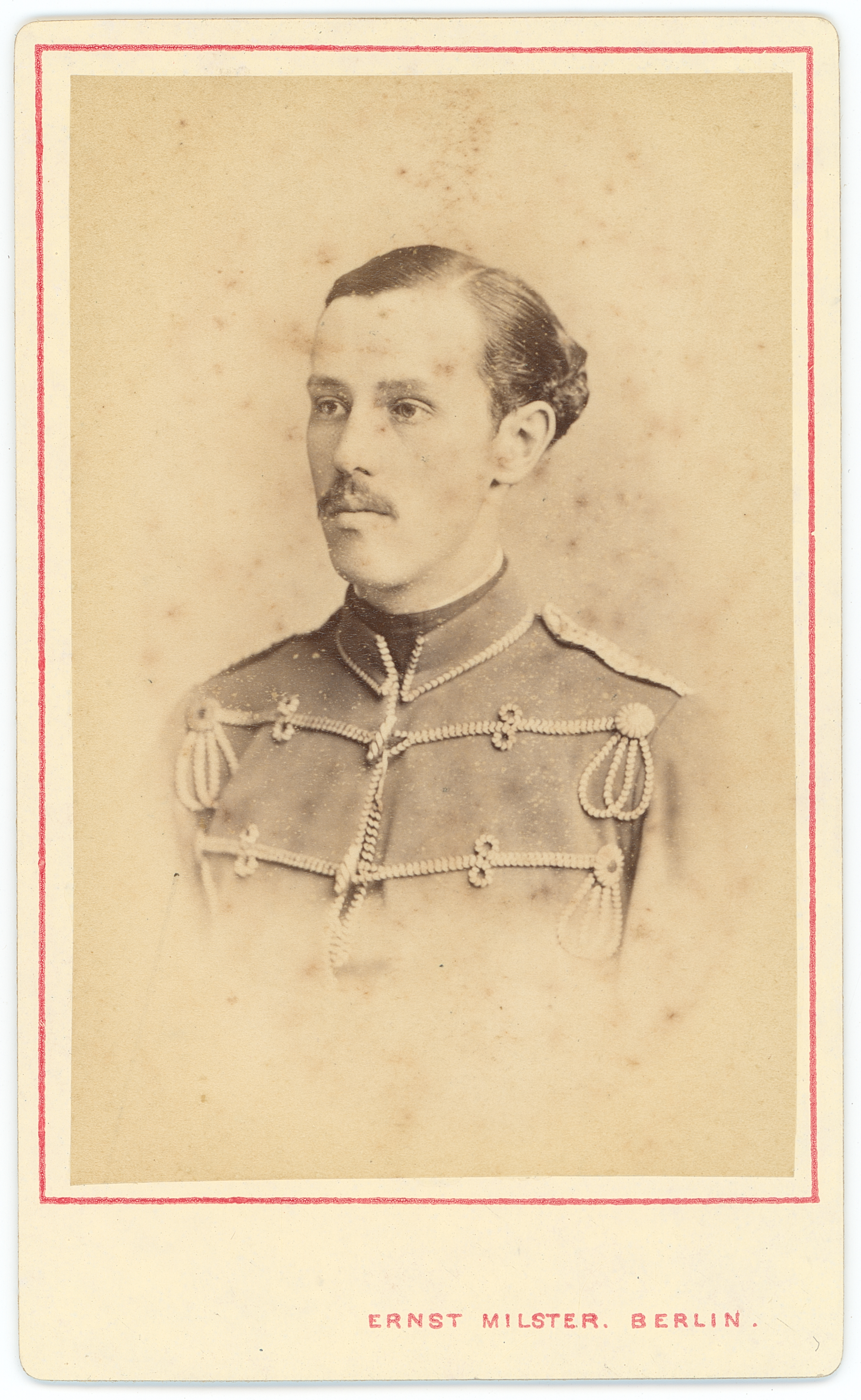
Karl Xaver Scharfenberg im Jahr 1874 als Seconde Lieutenant beim Husaren-Regiment „König Wilhelm I.“ (1. Rheinisches) Nr. 7.

Karl Xaver von Scharfenberg (auch Carl Xaver von Scharfenberg) (* 28. November 1849 in Bremen als Carl Xavier Scharfenberg; † 18. April 1922 auf dem Kalkhof bei Wanfried) war ein deutscher Gutsbesitzer, Unternehmer und Abgeordneter des Provinziallandtages der preußischen Provinz Hessen-Nassau.

## Leben

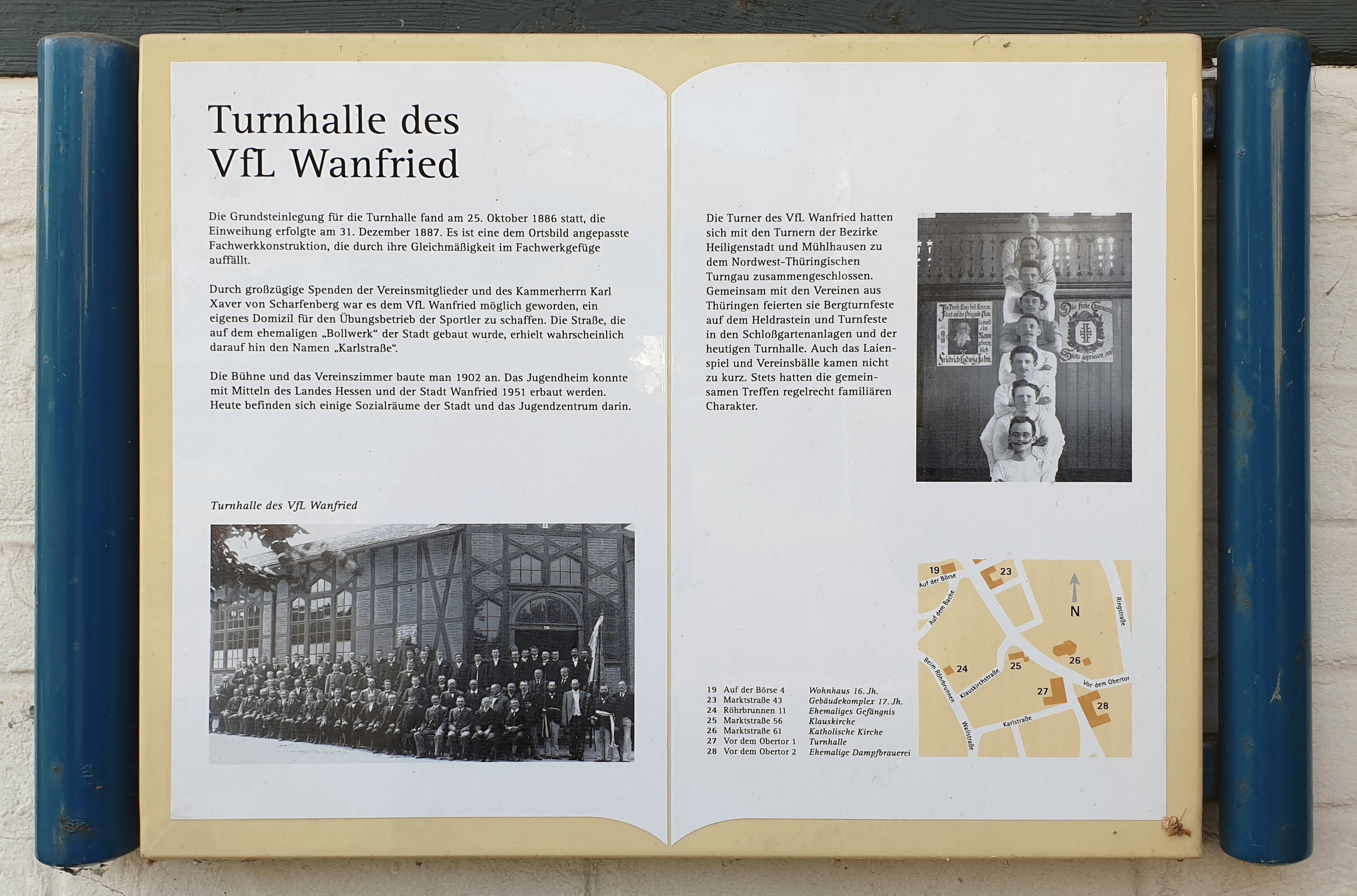
Gedenktafel in Wanfried

Karl Xaver von Scharfenberg wurde als zweiter Sohn von Karl Franz Josef Friedrich von Scharfenberg (auch Carl Franz Josef Friedrich von Scharfenberg) (* 26. Mai 1812 in Kassel als Karl Franz Josef Friedrich Scharfenberg, † 25. Februar 1890 in Wanfried, Kalkhof) und Mary Hurry von Scharfenberg, geb. Tolmé (* 29. Juni 1828 in Hamburg, † 22. Mai 1885 in Wanfried, Kalkhof) geboren. Sein älterer Bruder Charles William Scharfenberg (* 1. Mai 1848, † 1848) verstarb bereits kurz nach der Geburt. Karl Xaver von Scharfenberg war evangelischer, seine Mutter anglikanischer und sein Vater katholischer Konfession. Er wuchs in England bei den Großeltern und bei seinen Eltern in Havanna auf Kuba auf. Bereits als Kind sprach er Deutsch, Englisch, Französisch und Spanisch.
Karl Franz Joseph Friedrich Scharfenberg hatte seit 1845 die Handelsvertretung der Brüder Rothschild auf Kuba inne. Er wurde im Jahr 1853 zum Honorarkonsul der Donaumonarchie auf Kuba ernannt (bis 1868). Karl Xaver besuchte das Eton College und legte 1870 das Abitur in Bonn ab. Im selben Jahr trat er dem Militär, den Husaren in Bonn als einjährig Freiwilliger bei und wurde im Deutsch-Französischen Krieg 1870/1871 bei Sedan verwundet. Er wurde 1871 zum Seconde Lieutenant befördert und war Rittmeister der Reserve im Husaren-Regiment „König Wilhelm I.“ (1. Rheinisches) Nr. 7 und Kontrolloffizier im Landwehrbezirk Kassel II. Am 22. März 1876 wurde Karl Xaver von Scharfenberg durch den preußischen König Wilhelm I. in den Adelsstand erhoben. Fünf Jahre später, am 3. Oktober 1881, wurde auch sein Vater Karl Franz Josef von Scharfenberg in Baden-Baden durch Wilhelm I. in den Adelsstand erhoben.
1878 erwarb Karl den Kalkhof bei Wanfried. Ebenso kam das Landgrafenschloss in Wanfried in seinen Besitz. Durch geschickte Arrondierungskäufe vermehrte er sein Vermögen und errichtete eine Ziegelei, Töpferei sowie ein Elektrizitätswerk.
Von Scharfenberg war seit 1880 Mitglied der Gesellschaft für Erdkunde.
Am 15. November 1881 erwarb von Scharfenberg das Keudellsche Schloss mit den zugehörigen, auf der Wanfrieder Werraseite liegenden Ländereien von Freiherr Otto Carl Emil von und zu Gilsa (* Mai 1835 in Winkel, † 27. März 1895 in Völkershausen).

## Mäzenatentum
Von Scharfenberg unterstützte zahlreiche Bauvorhaben in und um Wanfried finanziell.
Als größere Vorhaben sind hierbei zu nennen: Der Bau der Turnhalle des VfL Wanfried im Jahr 1886, die Errichtung des Karl-Alexander-Turms (Vorgängerbau des heutigen Turms der Einheit), der Neubau der Evangelischen Stadtkirche in Wanfried, der Bau der Wanfrieder Werrabrücke in den Jahren 1886 und 1887, der Bau der Schule in Wanfried im Jahr 1902, der Grunderwerb für die Errichtung der Bahnstrecke Schwebda–Wartha, die Regulierung des Gatterbachs in Wanfried im Jahr 1892 und der Bau des städtischen Wassernetzes im Jahr 1908.
Die Kosten der Renovierungsarbeiten an der St. Johannis Kirche in Heldra in den Jahren 1910 und 1911 beliefen sich auf rund 3.400 Mark. Von Scharfenberg unterstützte das Vorhaben mit einer Spende von 790,97 Mark.

## Politik
Bei der Wahl zum 5. Deutschen Reichstag am 27. Oktober 1881 kandidierte von Scharfenberg für die Konservativen gegen Karl Frieß (Liberale Vereinigung). Von 18.530 Wahlberechtigten des Reichstagswahlkreises Regierungsbezirk Kassel 4, gaben 11.369 ihre Stimmen ab (Wahlbeteiligung 61,4 %) von denen 11.330 gültig waren. Auf Frieß entfielen 7.122 Stimmen (62,8 %), auf von Scharfenberg 4.199 Stimmen (37,1 %), der somit unterlag. Auf Sonstige entfielen 9 Stimmen.
Im Jahr 1890 war er Mitglied der 1. Kammer des 16. Kurhessischen Kommunallandtages, aus dessen Mitte er zum Abgeordneten der 3. Kammer des 3. und 4. Provinziallandtages der Provinz Hessen-Nassau im Jahr 1890 bestimmt wurde. Im Jahr 1891 wurde er erneut Mitglied der 1. Kammer des 17. Kurhessischen Kommunallandtages.
Von 1901 bis 1903 war von Scharfenberg Bürgermeister von Wanfried.

## Familie
Aus der Ehe mit Bertha Julie Freiin von Diergardt (* 3. September 1854 in Viersen, † 12. Juni 1929 Wanfried, Kalkhof), die er am 25. Februar 1874 auf Schloß Bornheim heiratete, gingen 8 Kinder hervor:
- Bertha Elisabeth Mercedes von Scharfenberg (* 18. März 1876 in Bonn, † 20. Juli 1925 in Stargordt) ⚭ am 20. August 1896 in Berlin mit Henning Adrian Eugen von Borcke-Stargordt, Kammerherr und Major der Reserve a. D. (* 18. August 1864 in Stargordt, † 19. April 1943 in Stargordt)
- Marie Else Pauline von Scharfenberg (* 4. September 1877 in Endenich, † 29. Januar 1959 in Haar) ⚭ am 21. August 1895 in Berlin mit Friedrich Wilhelm von Rogister, königlich preußischer Generalmajor a. D., vormals kaiserlich türkischer Oberstleutnant und Lehroffizier, früher chilenischer Major und Lehroffizier (* 11. Juli 1864 in Augsburg, † 2. August 1935 in Krauchenwies)
- Wilhelm Albrecht Friedrich Karl Marius Alexander von Scharfenberg (* 19. Juli 1879 in Bonn, † 26. Oktober 1924 in Berlin), Bildhauer und königlich preußischer Rittmeister der Reserve a. D.
- Otto Daniel Dietrich Heinrich Bodo Winfried von Scharfenberg, Geheimrat und Vortragender Legionsrat a. D. (* 23. Juni 1882 in Wanfried, Kalkhof, † 2. Dezember 1962 in Wanfried, Kalkhof) ⚭ am 29. Juni 1911 auf Schloss Rothestein mit Irma Theodora Katharina Luise von Knoop (* 14. Februar 1889 in Wiesbaden, † 2. Mai 1987 in Wanfried, Kalkhof). Aus dieser Ehe ging Wolfgang von Scharfenberg hervor.
- Ernst Ulrich Johann Karl von Scharfenberg[12] (* 2. Oktober 1883 in Wanfried, Kalkhof, † 24./25. Oktober 1916, gefallen bei Verdun), Joachimsthalsches Gymnasium in Berlin, Gymnasium in  Eisenach und Kassel, studierte in Bonn, Berlin, München und Leipzig, Dr. phil., Naturforscher, königlich preußischer Oberleutnant der Reserve des Husaren-Regiment „König Wilhelm I.“ (1. Rheinisches) Nr. 7, kommandiert zum 4. Lothringischen Feld-Artillerie-Regiment Nr. 70
- Karl Georg Friedrich Franz von Scharfenberg (* 24. Februar 1886 in Wanfried, Kalkhof, † 13. Februar 1960 in Berlin) ⚭ am 23. September 1911 in Köln mit Bertha Anna Henriette Scheibler (* 31. August 1885 in Krefeld, † 7. Juni 1941 in Berlin), geschieden in Berlin am 21. Dezember 1926, 2. Ehe ⚭ am 29. Januar 1927 in London mit Grete Brauer, Konzertpianistin (* 14. März 1906 in Breslau, †  unbekannt)
- Mary Anna Lili von Scharfenberg (* 13. Mai 1888, † 1. April 1910)
- Otto Friedrich Wilhelm Reinhard Johannes von Scharfenberg, Oberleutnant a. D. (* 19. November 1891 in Bonn, † 24. April 1967 in Berlin) ⚭ am 16. Oktober 1920 in Berlin mit Alexandra „Alexa“ Marie Margarete von Blücher (* 4. März 1895 in Berlin, † 16. November 1976 in Eschwege)

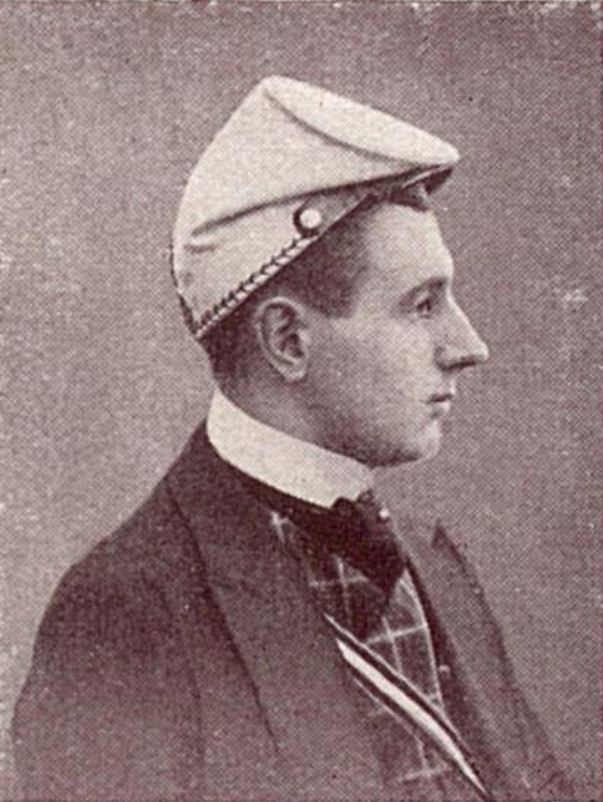
Ulrich von Scharfenberg ca. 1904–1906

## Auszeichnungen
- Königlich-preußischer Kammerherr
- 20. Juli 1890 Ehrenritter des Johanniterordens[1][13]
- 2. Dezember 1919 Ehrenbürger der Stadt Wanfried
- Roter Adlerorden 4. Klasse
- 30. August 1908 Roter Adlerorden 3. Klasse mit Schleife, verliehen durch Wilhelm Hengstenberg anlässlich des 300. Jubiläums der Verleihung der Stadtrechte an die Stadt Wanfried
- 30. August 1908 Stadtältester der Stadt Wanfried, verliehen durch Bürgermeister Heinrich Keßler für die mehr als 25-jährige Tätigkeit als Stadtratsmitglied und Erster Beigeordneter anlässlich des 300. Jubiläums der Verleihung der Stadtrechte an die Stadt Wanfried
- Die in Wanfried befindliche Karlstraße wurde nach Karl Xaver von Scharfenberg benannt.